# تود ويلز
تود ويلز (بالإنجليزية: Todd Wells)‏ مواليد 25 ديسمبر 1975 في نيويورك، الولايات المتحدة، هو دراج أمريكي. شارك في دورة الألعاب الأولمبية الصيفية.

## وصلات خارجية
- الموقع الرسمي

## روابط خارجية
- تود ويلز على موقع الاتحاد الدولي للدراجات (الإنجليزية)
- تود ويلز على موقع أرشيف الدراجات (الإنجليزية)
- تود ويلز على موقع إحصائيات الدراجات الإحترافية (الإنجليزية)
- تود ويلز على موقع MTB Data (الإنجليزية)
- تود ويلز على موقع أوليمبيديا (الإنجليزية)